# فاکس (اکلاهما)
فاکس (به انگلیسی: Fox) یک منطقهٔ مسکونی در ایالات متحده آمریکا است که در شهرستان کارتر، اکلاهما واقع شده‌است.